# جيمس دبليو. فورد
جيمس دبليو. فورد (بالإنجليزية: James W. Ford)‏ هو سياسي أمريكي، ولد في 22 ديسمبر 1893، وتوفي في 1957. حزبياً، نشط في الحزب الشيوعي الأمريكي.